# Chris Rock
Christopher Julius Rock III (Andrews, 7 febbraio 1965) è un attore, comico, cabarettista e regista statunitense.
Ha iniziato la carriera negli anni ottanta apparendo in alcuni film con Eddie Murphy. Nel 2006 ha riottenuto il successo, quando viene trasmessa la fortunata serie Tutti odiano Chris, dove egli racconta la sua vita in modo comico.
Dal 2000 ha iniziato a lavorare anche come doppiatore, mentre è stato il presentatore dei Premi Oscar nel 2005, nel 2016 e nel 2022.

## Biografia

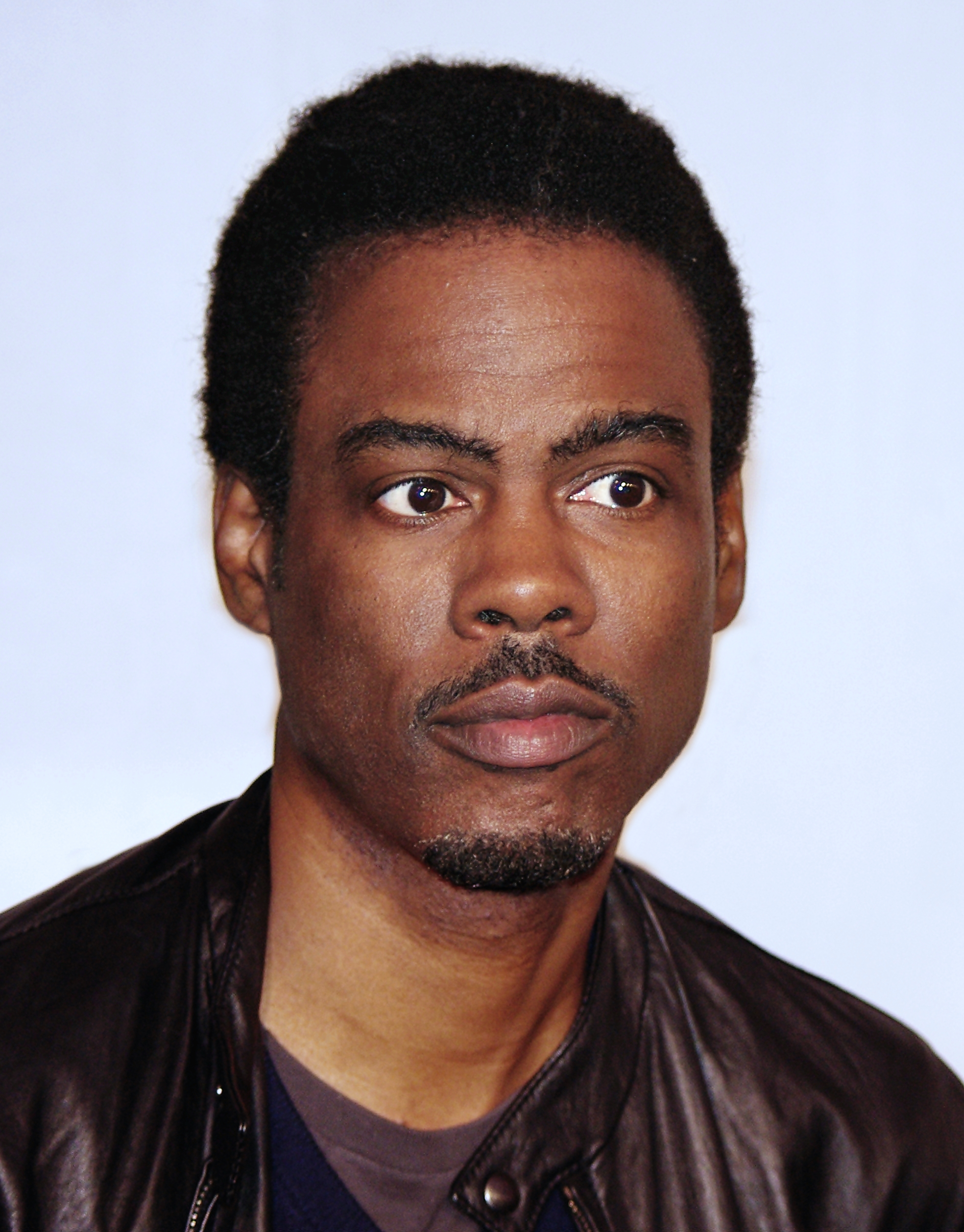
Chris Rock al Tribeca Film Festival per la prima di 2 giorni a New York (2012)

Christopher Julius Rock II è nato ad Andrews, nella Carolina del Sud, il 7 febbraio 1965. Sua madre Rosalie (nata Tingman) è stata un'insegnante e assistente sociale per disabili mentali, mentre suo padre Julius è stato un camionista e fattorino dei giornali. Poco dopo la sua nascita si trasferirono a Crown Heights, Brooklyn, New York. Julius morì nel 1988 dopo un intervento chirurgico per un'ulcera. I suoi giovani fratelli Tony e Kenny sono anche loro nell'intrattenimento; suo fratello Charles è morto nel 2006 a causa dell'alcolismo. Rock sostiene di essere stato influenzato dallo stile del suo nonno paterno, Allen Rock, un predicatore.

### Gli inizi
Rock iniziò facendo cabaret al Catch a Rising Star di New York. Pian piano incominciò a interpretare piccoli ruoli, come nel film Scappa, scappa... poi ti prendo!, e nella serie TV Miami Vice. A notarlo in una discoteca fu Eddie Murphy con cui allacciò un sincero rapporto d'amicizia. Così Rock dopo un po' ebbe una parte nel film Beverly Hills Cop II - Un piedipiatti a Beverly Hills II.

### Saturday Night Live
Rock divenne un membro del cast della popolare trasmissione televisiva Saturday Night Live nel 1990. Così collaborò con Chris Farley, Adam Sandler, Rob Schneider e David Spade (che divenne noto come il cattivo ragazzo del SNL). Tra i personaggi più noti interpretati da Rock c'è Nat-X, un militare afroamericano ospite del "Lato Oscuro".

### Il successo
Nel 1991 pubblicò il suo primo disco di monologhi live, Born Suspect, che fu molto apprezzato. Il successivo ruolo drammatico di Rock (interpretava un tossicodipendente) nel film New Jack City gli procurò il successo mondiale. Nel 1997 partecipò al film Mai dire ninja. Nel 1998 interpretò il detective Lee Butter in Arma letale 4 (Lethal Weapon 4), regia di Richard Donner.

### Controversie
Durante la serata dei Premi Oscar 2022, Rock ha consegnato l'Oscar al miglior documentario e, prima di tale premio, ha ricevuto uno schiaffo da Will Smith, salito sul palco dopo che Rock ha fatto una battuta su Jada Pinkett Smith, moglie di Smith, riguardo la sua alopecia. Pur avendo chiesto scuse formali, Smith è stato punito e bandito dai premi Oscar.

## Filmografia

### Attore

#### Cinema
- Krush Groove, regia di Michael Schultz (1986) - non accreditato
- Beverly Hills Cop II - Un piedipiatti a Beverly Hills II (Beverly Hills Cop II), regia di Tony Scott (1987)
- Scappa, scappa... poi ti prendo! (I'm Gonna Git You Sucka), regia di Keenen Ivory Wayans (1988)
- New Jack City, regia di Mario Van Peebles (1991)
- Il principe delle donne (Boomerang), regia di Reginald Hudlin (1992)
- CB4, regia di Tamra Davis (1993)
- Gli immortali (The Immortals), regia di Brian Grant (1995)
- Panther, regia di Mario Van Peebles (1995)
- Sergente Bilko (Sgt. Bilko), regia di Jonathan Lynn (1996)
- Mai dire ninja (Beverly Hills Ninja), regia di Dennis Dugan (1997)
- Arma letale 4 (Lethal Weapon 4), regia di Richard Donner (1998)
- Dogma, regia di Kevin Smith (1999)
- Betty Love (Nurse Betty), regia di Neil LaBute (2000)
- Pootie Tang, regia di Louis C.K. (2001)
- Ritorno dal paradiso (Down to Earth), regia di Chris Weitz, Paul Weitz (2001)
- Jay & Silent Bob... Fermate Hollywood! (Jay and Silent Bob Strike Back), regia di Kevin Smith (2001)
- Bad Company - Protocollo Praga (Bad Company), regia di Joel Schumacher (2002)
- Head of State, regia di Chris Rock (2003)
- Scatto mortale - Paparazzi (Paparazzi), regia di Paul Abascal (2004)
- L'altra sporca ultima meta (The Longest Yard), regia di Peter Segal (2005)
- Manuale d'infedeltà per uomini sposati (I Think I Love My Wife), regia di Chris Rock (2007)
- Zohan - Tutte le donne vengono al pettine (You Don't Mess with the Zohan), regia di Dennis Dugan (2008) - cameo
- Un weekend da bamboccioni (Grown Ups), regia di Dennis Dugan (2010)
- Il funerale è servito (Death at a Funeral), regia di Neil LaBute (2010)
- 2 giorni a New York (2 Days in New York), regia di Julie Delpy (2012)
- Che cosa aspettarsi quando si aspetta (What to Expect When You're Expecting), regia di Kirk Jones (2012)
- Un weekend da bamboccioni 2 (Grown Ups 2), regia di Dennis Dugan (2013)
- Top Five, regia di Chris Rock (2014)
- Sandy Wexler, regia di Steven Brill (2017)
- Inganni online (Nobody's Fool), regia di Tyler Perry (2018)
- Matrimonio a Long Island (The Week Of), regia di Robert Smigel (2018)
- Dolemite Is My Name, regia di Craig Brewer (2019)
- Spiral - L'eredità di Saw (Spiral: From the Book of Saw), regia di Darren Lynn Bousman (2021)
- Amsterdam, regia di David O. Russell (2022)
- Rustin, regia di George C. Wolfe (2023)

#### Televisione
- Miami Vice – serie TV, 1 episodio (stagione 4, episodio 7) - (1987)
- Willy, il principe di Bel-Air (The Fresh Prince of Bel-Air) – serie TV, 1 episodio (1995)
- Tutti odiano Chris (Everybody Hates Chris) – serie TV (2005-2009)
- Louie – serie TV, 2 episodi (2011-2012)
- Empire – serie TV, 1 episodio (2015)
- A Very Murray Christmas - film TV (2015)
- Fargo – serie TV, 10 episodi (2020)

#### Videoclip
- Hump de Bump (2006)
- Bitch I'm Madonna (2015)

### Doppiatore
- Il dottor Dolittle (Dr. Dolittle), regia di Betty Thomas (1998)
- A.I. - Intelligenza artificiale (A.I. Artificial Intelligence), regia di Steven Spielberg (2001)
- Osmosis Jones, regia di Peter e Bobby Farrelly (2001)
- Madagascar, regia di Eric Darnell, Tom McGrath (2005)
- Bee Movie, regia di Steve Hickner e Simon J. Smith (2008)
- Madagascar 2 (Madagascar: Escape 2 Africa), regia di Eric Darnell, Tom McGrath (2008)
- Buon Natale, Madagascar! (Merry Madagascar), regia di David Soren - cortometraggio (2009)
- Madagascar 3 - Ricercati in Europa (Madagascar 3: Europe's Most Wanted), regia di Eric Darnell (2012)
- Le streghe (The Witches), regia di Robert Zemeckis (2020)
- PAW Patrol - Il super film (PAW Patrol: The Mighty Movie), regia di Cal Brunker (2023)

### Regista
- Head of State (2003)
- Manuale d'infedeltà per uomini sposati (I Think I Love My Wife) (2007)
- Top Five (2014)

### Produttore
- Spiral - L'eredità di Saw (Spiral: From the Book of Saw), regia di Darren Lynn Bousman (2021)

### Sceneggiatore
- Spiral - L'eredità di Saw (Spiral: From the Book of Saw), regia di Darren Lynn Bousman (2021) – soggetto

## Riconoscimenti
- 2015 – MTV Movie Awards[3][4]
  - Candidatura – Miglior performance comica per Top Five

## Doppiatori italiani
Nelle versioni in italiano delle opere in cui ha recitato, Chris Rock è stato doppiato da:
- Nanni Baldini in Arma letale 4, Betty Love, Ritorno dal paradiso, Head of State, Manuale d'infedeltà per uomini sposati, Louie, Che cosa aspettarsi quando si aspetta, Empire, Dolemite Is My Name, Fargo, Amsterdam
- Roberto Gammino in L'altra sporca ultima meta, Zohan - Tutte le donne vengono al pettine, Un weekend da bamboccioni, Un weekend da bamboccioni 2, Top Five, Sandy Wexler, Matrimonio a Long Island, Spiral - L'eredità di Saw, Rustin
- Fabrizio Vidale in Il principe delle donne, Dogma, Bad Company - Protocollo Praga
- Davide Lepore in Willy, il principe di Bel-Air, Il funerale è servito
- Vittorio Guerrieri in Miami Vice
- Edoardo Nevola in New Jack City
- Oreste Baldini in Sergente Bilko
- Fabrizio Manfredi in Mai dire ninja
- Stefano Crescentini in Jay & Silent Bob... Fermate Hollywood!
- Luigi Rosa in 2 giorni a New York
- Stefano Brusa in Inganni online

Da doppiatore è sostituito da:
- Nanni Baldini in A.I. - Intelligenza artificiale, Osmosis Jones, Bee Movie, Tutti odiano Chris
- Francesco Villa in Madagascar, Madagascar 2, Madagascar 3 - Ricercati in Europa
- Corrado Conforti in Buon Natale, Madagascar!
- Lello Arena ne Il dottor Dolittle
- Fabrizio Vidale in Le streghe (film 2020)
- Alessandro Campaiola in PAW Patrol - Il super film

## Discografia
- 2004: Never Scared